# Sterling (Illinois)
Sterling je grad u američkoj saveznoj državi Ilinois. Prema popisu stanovništva iz 2010. u njemu je živjelo 15.370 stanovnika.